# Бадьянові
Бадьянові (Illiciaceae) — однотипна родина дводольних рослин, що входить в порядок Австробейлеєцвіті (Austrobaileyales).

У ряді джерел дану родину поміщають, в ранзі підродини Illicioideae, в родину Лимонникові (Schisandraceae).
Включає в себе один рід — Бадьян (Illicium), що складається приблизно з 45 видів. Представники роду поширені в Південно-Східній Азії, а також на Антильських островах і в суміжних регіонах Північної Америки.
Найвідоміша і найважливіша, з економічної точки зору, рослина — Бадьян, або Аніс зірчастий (Illicium verum). Його зрілі сухі плоди широко використовуються в кулінарії як прянощі.